# 巻線形三相誘導電動機
巻線形三相誘導電動機（まきせんがたさんそうゆうどうでんどうき）は、三相結線の巻線形回転子をスリップリング・ブラシを経て外部回路に接続した三相誘導電動機である。
回転子巻線に接続された外部回路を二次側回路といい、短絡接続や抵抗接続することでトルク・速度制御が可能である。

## 特徴
- 始動特性が良い。
- 運転特性が悪い。
- スリップリング・ブラシの保守が必要。

## 構造
巻線型回転子は、全スロットに絶縁電線を均等に分布させて挿入した巻線の端子は、軸上に設けられた3個のスリップリングに接続され、ブラシを経て外部抵抗に接続できるようになっている。

## 速度制御法・始動法

### 二次励磁法
二次側(回転子)巻線の電力を回生することによって速度を制御することが可能である。
損失が少ない。
- 静止セルビウス方式: サイリスタを利用して電源に回生する。
- クレーマー方式: 電動機回転軸に直結した整流子電動機の動力として回収する。

### 二次抵抗法
二次側回路に電気抵抗を挿入し二次側電力を変化させることができ、始動トルクを調節することができる。
速度を下げるのにしたがって損失が大きくなる。

### ゲルゲス現象
ゲルゲス現象とは、巻線・スリップリング・ブラシの不良などで二次側の一相が開放され単相になったとき、同期速度の1/2からの加速が不可能となる現象である。そのまま運転を継続すると、起動電流に近い電流が流れて焼損する場合がある。

## 仕様
- 滑り:トルク一定の負荷を負って回転しているとき、二次抵抗を大きくすると増加する。[脚注 1]